# Styracopterus fulcratus
Styracopterus fulcratus è un pesce osseo estinto, appartenente agli eurinotiformi. Visse nel Carbonifero inferiore (Viséano, circa 342 milioni di anni fa) e i suoi resti fossili sono stati ritrovati in Scozia.

## Descrizione
Questo pesce era dotato di un corpo compatto e relativamente appiattito lateralmente, e non doveva superare i 15 centimetri di lunghezza. Il cranio era un po' più allungato rispetto a quello di altre forme simili, come Eurynotus, e il muso era arrotondato. Le mascelle di Styracopterus erano caratterizzate da due bande di ganoina liscia lungo i margini. I denti mascellari erano grandi e simili a zanne, mentre i denticoli palatali posti su piastre erano robusti, grandi e arrotondati; nella mandibola, i denticoli erano piccoli e rettangolari. Le scaglie sui fianchi erano alte e ornate da creste.  
Come altri generi affini, Styracopterus era dotato di grandi scaglie poste lungo la linea mediana del dorso, sia davanti alla pinna dorsale che a quella caudale. Le pinne pettorali erano lunghe e a forma di falce, con lepidotrichi ampi e dotati di segmenti rettangolari. Le pinne pelviche erano piccole e triangolari, con un solo fulcro basale anteriore ad esse. La pinna anale era quasi triangolare, dal margine posteriore dritto. La pinna caudale era dotata di un lobo superiore molto allungato. 

## Classificazione
Inizialmente questo animale venne descritto nel 1881 da Traquair, con il nome di Holurus fulcratus, sulla base di fossili ritrovati in terreni del Viseano della Scozia. Lo stesso Traquair, nel 1890, attribuì questa specie a un nuovo genere, Styracopterus. Attualmente Styracopterus è considerato il genere eponimo degli Styracopteridae, una famiglia di pesci attinotterigi arcaici facenti parte degli eurinotiformi, comprendenti pesci dal corpo solitamente compatto e alto. Altri stiracotteridi erano l'arcaico Fouldenia e il grande Benedenius.